# Väderskär
Väderskär is een onbewoond eiland, behorende tot de gemeente Vårdö van de autonome Finse regio Åland. Het eiland ligt ongeveer 8 km ten noorden van Simskäla, het dichtstbijzijnde bewoonde eiland.
Het eiland is 64 hectare groot, en de grootste diameter bedraagt 1,5 km in zuidwest-noordoostelijke richting. Het hoogste punt ligt 15 meter boven zeeniveau. Aan de oostzijde bevindt zich een kleine natuurlijke baai, die in het verleden als haventje heeft gediend. Het eiland wordt omringd door kleinere scheren.

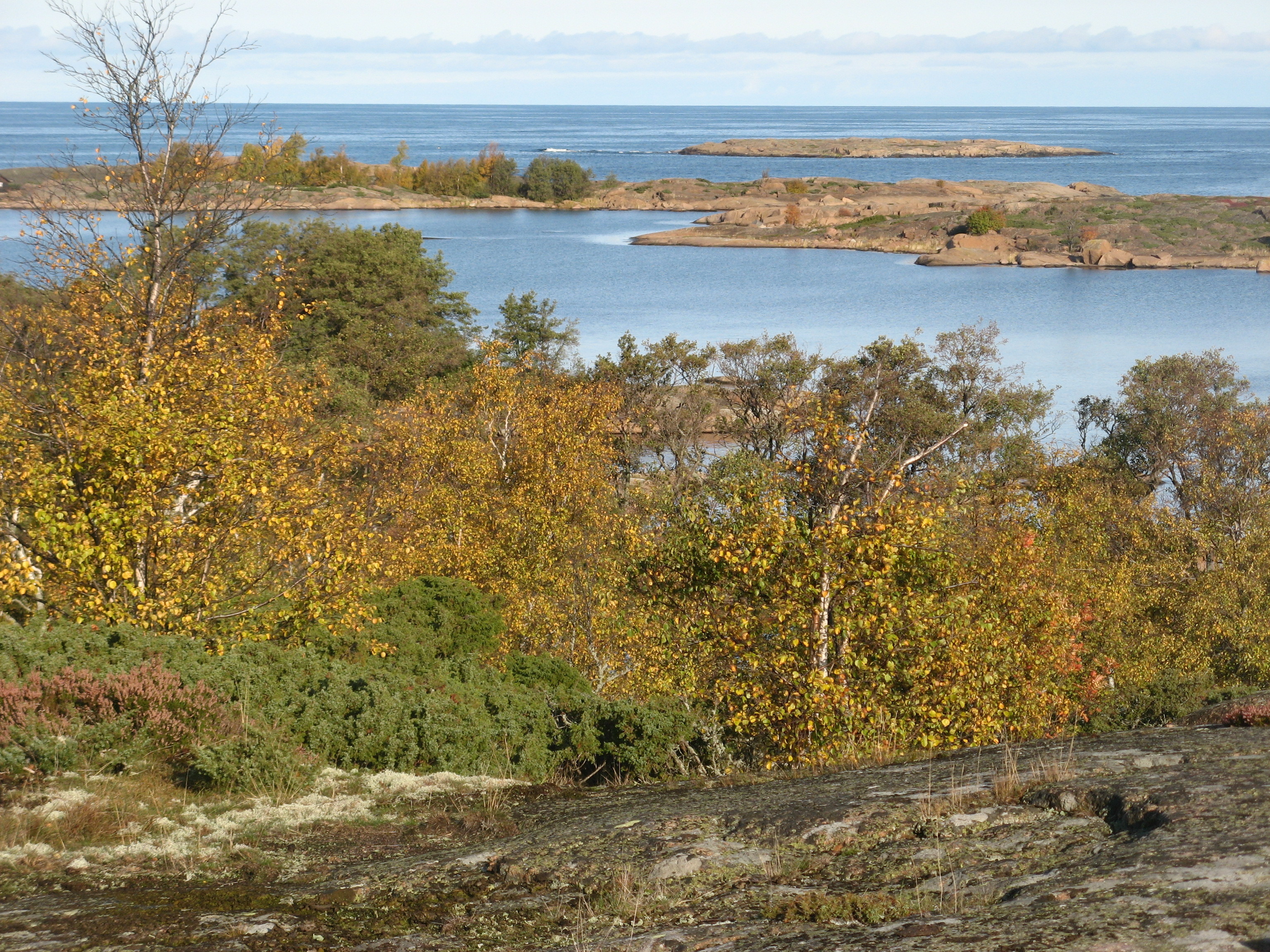
Uitzicht vanaf het hoogste punt op Väderskär in noordwestelijke richting.

In de 19e eeuw was dit eiland, evenals veel eilanden in de omgeving, bewoond door vissers en hun (kinderrijke) gezinnen die visten op strömming, een haringsoort.
De vijfdelige romanserie Stormskärs-Maja van de schrijfster Anni Blomqvist speelt zich af op dit eiland, dat in die boeken Stormskär genoemd wordt. Er is nog een zestal resten van huisjes op het eiland aanwezig, die in 1975 gebouwd werden voor de verfilming van die boeken.